# Список прапороносців Австралії на Олімпійських іграх
Це список прапороносців, які представляли Австралію на Олімпійських іграх .
Прапороносці несуть національний прапор своєї країни на церемонії відкриття Олімпійських ігор .
| #  | Рік                  | Сезон | Спортсмен                | Вид спорту                      |
| -- | -------------------- | ----- | ------------------------ | ------------------------------- |
| 1  | 1920, Антверпен      | Літо  | Джордж Паркер            | Легка атлетика                  |
| 2  | 1924, Париж          | Літо  | Сліп Карр                | Легка атлетика                  |
| 3  | 1928, Амстердам      | Літо  | Боббі Пірс               | Академічне веслування           |
| 4  | 1932, Лос-Анджелес   | Літо  | Бой Чарльтон             | Плавання                        |
| 5  | 1936, Берлін         | Літо  | Данк Грей                | Велоспорт                       |
| 6  | 1948, Лондон         | Літо  | Лес МакКей               | Водне поло                      |
| 7  | 1952, Гельсінкі      | Літо  | Мервін Вуд               | Академічне веслування           |
| 8  | 1956, Мельбурн       | Літо  | Мервін Вуд               | Академічне веслування           |
| 9  | 1960, Скво-Веллі     | Зима  | Вік Екберг               | Хокей                           |
| 10 | 1960, Рим            | Літо  | Джок Старрок             | Вітрильний спорт                |
| 11 | 1964, Токіо          | Літо  | Іван Лунд                | Фехтування                      |
| 12 | 1968, Гренобль       | Зима  | Малкольм Міллне          | Гірські лижі                    |
| 13 | 1968, Мехіко         | Літо  | Білл Ройкрофт            | Кінний спорт                    |
| 14 | 1972, Мюнхен         | Літо  | Денніс Грін              | Веслування на байдарках і каное |
| 15 | 1976, Інсбрук        | Зима  | Колін Коутс              | Ковзанярський спорт             |
| 16 | 1976, Монреаль       | Літо  | Райлене Бойл             | Легка атлетика                  |
| 17 | 1980, Лейк-Плесід    | Зима  | Роб Макінтайр            | Гірські лижі                    |
| 18 | 1980, Москва         | Літо  | Деніс Бойд і Макс Мецкер | Легка атлетика і плавання       |
| 19 | 1984, Сараєво        | Зима  | Колін Коутс              | Ковзанярський спорт             |
| 20 | 1984, Лос-Анджелес   | Літо  | Вейн Ройкрофт            | Кінний спорт                    |
| 21 | 1988, Калгарі        | Зима  | Майк Річмонд             | Ковзанярський спорт             |
| 22 | 1988, Сеул           | Літо  | Рік Чарльзвурс           | Хокей на траві                  |
| 23 | 1992, Альбервіль     | Зима  | Денні Кех                | Ковзанярський спорт             |
| 24 | 1992, Барселона      | Літо  | Джені Доннет             | Стрибки у воду                  |
| 25 | 1994, Ліллегаммер    | Зима  | Крістль Маршалл          | Фігурне катання                 |
| 26 | 1996, Атланта        | Літо  | Ендрю Гой                | Кінний спорт                    |
| 27 | 1998, Нагано         | Зима  | Річард Ніжельські        | Шорт-трек                       |
| 28 | 2000, Сідней         | Літо  | Ендрю Гейз               | Баскетбол                       |
| 29 | 2002, Солт-Лейк-Сіті | Зима  | Адріан Коста             | Фристайл                        |
| 30 | 2004, Афіни          | Літо  | Колін Бушель             | Вітрильний спорт                |
| 31 | 2006, Турин          | Зима  | Аліса Кемплін            | Фристайл                        |
| 32 | 2008, Пекін          | Літо  | Джеймс Томкінс           | Академічне веслування           |
| 33 | 2010, Ванкувер       | Зима  | Тора Брайт               | Сноубординг                     |
| 34 | 2012, Лондон         | Літо  | Лорен Джексон            | Баскетбол                       |
| 35 | 2014, Сочі           | Зима  | Алекс Пуллін             | Сноубординг                     |
| 36 | 2016, Ріо-де-Жанейро | Літо  | Анна Мірс                | Велоспорт                       |
| 37 | 2018, Пхьончхан      | Зима  | Скотт Джеймс             | Сноубординг                     |